# フリークーリング
フリークーリング(Free Cooling)とは、外気温度の低い冬期に冷却塔単独で空調や生産装置の冷却に使われる冷水を製造するシステムのことである。冷凍機を用いずに冷水を作ることができるため大きな省エネルギー効果が期待できる。生成される冷水の温度が外気状態に左右されるため、冬期でも冷却負荷がある建物や、比較的高い温度での冷水用途がある建物で採用される。